# Orenair
Orenburg Airlines hay JSC Orenair (tiếng Nga: Оренбургские авиалинии) là một hãng hàng không có trụ sở ở sân bay Orenburg Tsentralny tại Orenburg, Nga. Hãng có các tuyến bay chuyên chở hành khác nội địa và bao gồm các chuyến bay thuê chuyến du lịch cũng như các chuyến bay đặc biệt. Cơ sở chính của hãng tại sân bay Orenburg Tsentralny, với các trung tâm tại Domodedovo và Orsk.

## Lịch sử

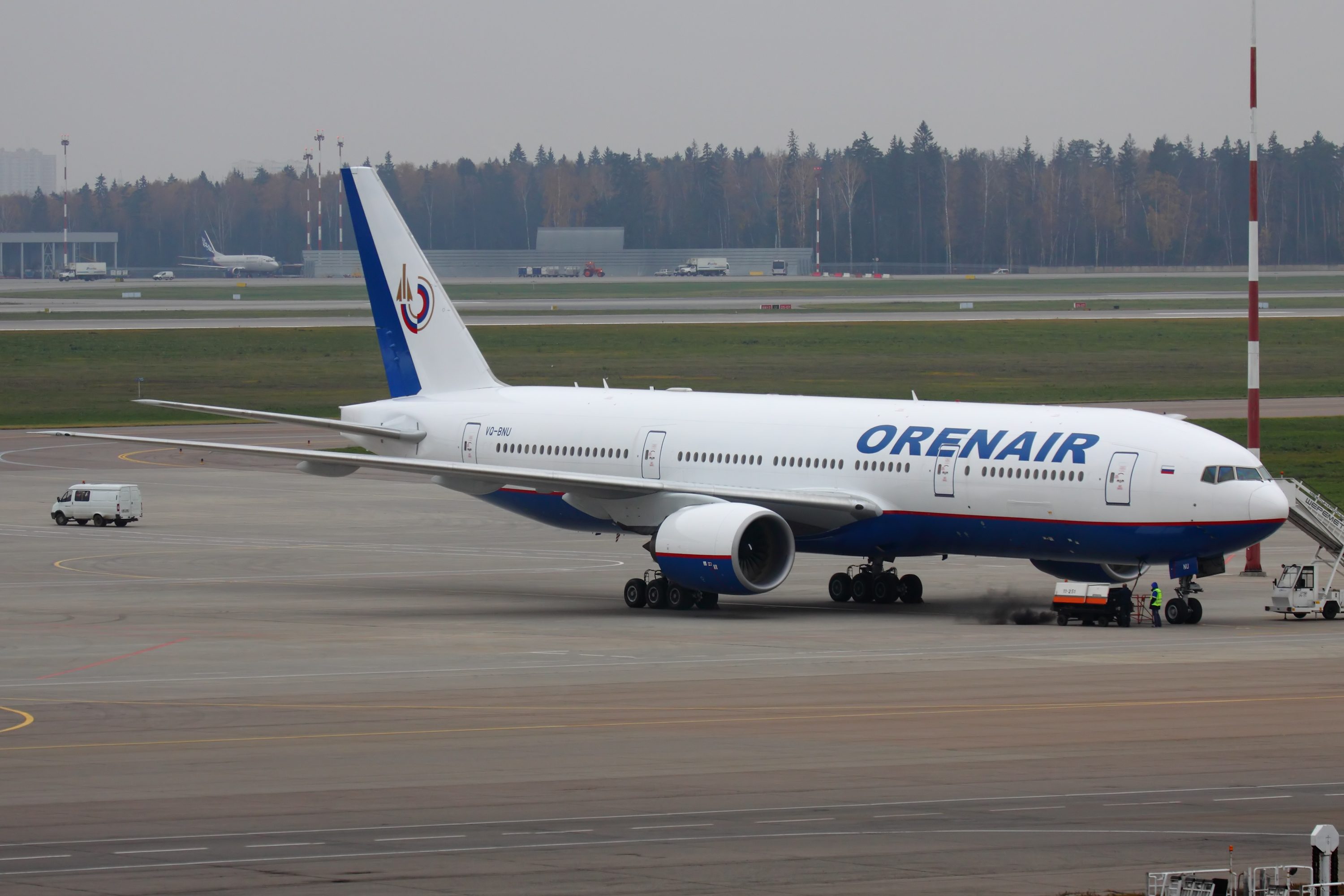
Boeing 777-200ER tại sân bay quốc tế Sheremetyevo (tháng 10 năm 2011).

Hãng hàng không này đã được lập từ một bộ phận Orenburg Aeroflot, được lập năm 1932. Hãng bắt đầu hoạt động vào năm 1992 dưới tên hiện nay. Đó là hãng hàng không đầu tiên trong nước của Nga giới thiệu các hệ thống trung tâm kết nối các chuyến bay ở Orenburg, cung cấp dịch vụ vận chuyển hành khách hoàn toàn. In 2010, Orenair was acquired by Aeroflot and is likely to engage in a fleet modernization process as a result of the merger.

## Điểm đến
Hãng hành không Orenburg có các tuyến bay thường lệ sau (thời điểm tháng 11 năm 2012):

### châu Á
Israel
- Tel Aviv - Sân bay quốc tế Ben Gurion

 Tajikistan
- Dushanbe - Sân bay Dushanbe
- Khujand - Sân bay Khujand
- Kulob - Sân bay Kulob[9]

 UAE
- Sharjah - Sân bay quốc tế Sharjah thuê chuyến theo mùa[10]

### châu Âu
Đức
- Düsseldorf - Sân bay quốc tế Düsseldorf

 Cộng hòa Séc
- Prague - Sân bay Václav Havel Praha thuê chuyến theo mùa [begins 30 tháng 12, 2012][11]

 Nga
- Anapa - Sân bay Vityazevo
- Barnaul - Sân bay Barnaul
- Chelyabinsk - Sân bay Balandino
- Chelyabinsk - Sân bay quốc tế Irkutsk
- Irkutsk - Sân bay quốc tế Irkutsk vận hành cho Aeroflot
- Khabarovsk - Khabarovsk Novy Airport operates for Aeroflot
- Krasnodar - Sân bay Pashkovsky
- Mineralnye Vody - Sân bay Mineralnye Vody
- Moscow
  - Sân bay quốc tế Domodedovo
  - Sân bay quốc tế Sheremetyevo
- Nizhnevartovsk - Sân bay Nizhnevartovsk
- Novokuznetsk - Sân bay Spichenkovo
- Novosibirsk - Sân bay Tolmachevo
- Omsk - Sân bay Omsk Tsentralny
- Orenburg - Sân bay Orenburg Tsentralny trung tâm
- Orsk - Sân bay Orsk
- Perm - Sân bay Bolshoye Savino
- Samara - Sân bay quốc tế Kurumoch
- Sochi - Sochi-Adler thành phố trung tâm
- St Petersburg - Sân bay quốc tế Pulkovo
- Ufa - Sân bay quốc tế Ufa

 Ukraina
- Kiev - Sân bay quốc tế Boryspil

Hãng có các tuyến bay thuê chuyến đến Kazan, Krasnodar, Nizhny Novgorod, Novosibirsk, Omsk, Rostov-na-Donu, Samara, Sharm el-Sheikh, Ufa, Volgograd, Goa, Poprad-Tatry và Camh Ranh.

## Đội tàu bay

### Đội tàu bay cánh bằng
Hãng Orenair có các tàu bay sau (thời điểm tháng 11 năm 2012):

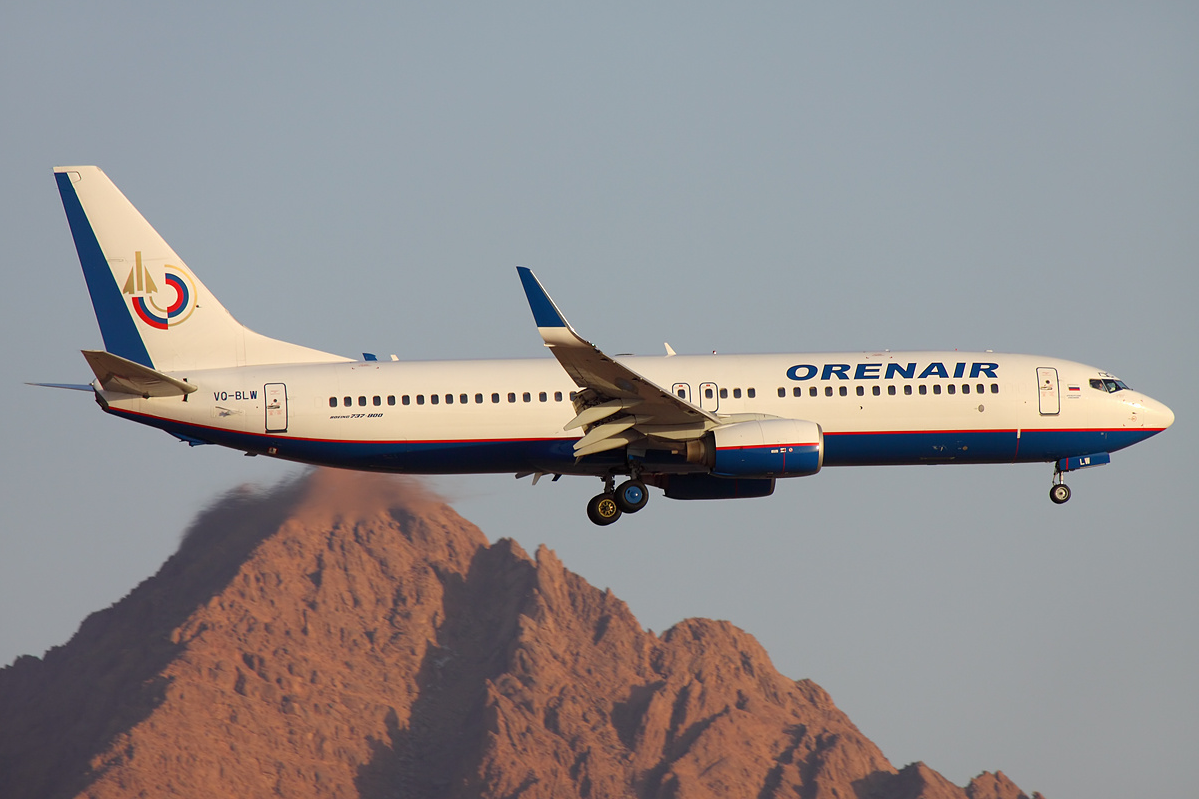
Chiếc Boeing 737-80 của Orenair tại sân bay quốc tế Sharm el-Sheikh năm 2012.

Đến thời điểm tháng 12 năm 2012, tuổi trung bình đội tàu bay của Orenair là 13,5 năm.

### Tàu bay đã sử dụng
Đến thời điểm tháng 8 năm 2006, hãng này cũng vận hành:
- 1 Yakovlev Yak-40